# Arrogância fatal
Arrogância Fatal - Os Erros Do Socialismo (The Fatal Conceit: The Errors of Socialism) é um livro de Friedrich Hayek editado por William Warren Bartley e publicado originalmente em 1988 pela University of Chicago Press.